# Ilarratza
Ilarratza est un village ou contrée faisant partie de la municipalité de Vitoria-Gasteiz dans la province d'Alava dans la Communauté autonome basque.

## Démographie
| 2000 | 2001 | 2002 | 2003 | 2004 | 2005 | 2006 | 2007 |
| ---- | ---- | ---- | ---- | ---- | ---- | ---- | ---- |
| 66   | 66   | 63   | 61   | 64   | 71   | 93   | 95   |

## Dessertes en bus
La compagnie de bus La Burundesa de Sakana transporte les voyageurs sur les lignes de Vitoria-Gasteiz-Pampelune a un arrêt ici. Elle propose trois services quotidiens. Ces arrêts sont:
- Vitoria-Gasteiz - Ilarratza - Argomaiz - Agurain - Munain - San Roman - Ibarguren - Andoin - Olazti-Olazagutía - Ziordia - Altsasu - Urdiain - Iturmendi - Bakaiku - Etxarri-Aranatz - Arbizu - Lakuntza - Arruazu - Uharte-Arakil - Irañeta - Ihabar - Hiriberri - Etxarren - Irurtzun - Atetz - Saratsa - Añezkar (Cuenca de Pampelune) - Berrioplano et Pampelune

## Voir également
- Liste des municipalités d'Alava